# Гонятичі (Стрийський район)
Гоня́тичі — село в Україні, у Стрийському районі Львівської області. Населення становить 222 особи.

## Географія
Село розташоване на північному заході Стрийського району за 8 кілометрів від районного центру. Через Гонятичі протікає річка Щирка, біля села є відразу дві залізничні станції: Черкаси (на півночі) й Задорожна (на півдні). А також невелика автодорога Щирець — Миколаїв.

## Історія
В «Актах гродських і земських» є запис, що 13 липня 1464 року Юрій Струмило та Анджей Одровонж були призначені комісарами для розмежування землеволодінь між селами Гонятичі, Кагуїв, Черкаси.
У податковому реєстрі 1515 року в селі документується 3 лани (близько 75 га) оброблюваної землі.
За іншими даними, Гонятичі засновані 1615 року[джерело?]. Під час Другої світової війни на боці радянської армії воювало 44 мешканці села, 12 з них загинули.

## Господарство
У радянські часи в селі була центральна садиба колгоспу імені Леніна, заснованого на території сільради у межах примусової колективізації у 1949 році. За колгоспом числилось 3706 га землі, з них 2366 га орної. На ній вирощували здебільшого цукровий буряк і льон.
Також у селі функціонувала рибоводомеліоративна станція, яка спеціалізувалася на вирощуванні мальків карпа. Корисна площа водойм складала 44 га.

## Соціальна сфера
У селі є народний дім, бібліотека, крамниця, поштове відділення. Діти ходять на навчання до сусіднього села Вербіж.

## Пам'ятки
У східній частині Гонятичів стоїть дерев'яна церква святого Пантелеймона, збудована 1802 року. Вона, одна з небагатьох в області, діяла і в радянські часи. Храм має три бані, а його карнизи і кути зовнішніх стін бабинця й вівтаря виділені темним кольором.
У 80-х церква була закрита.

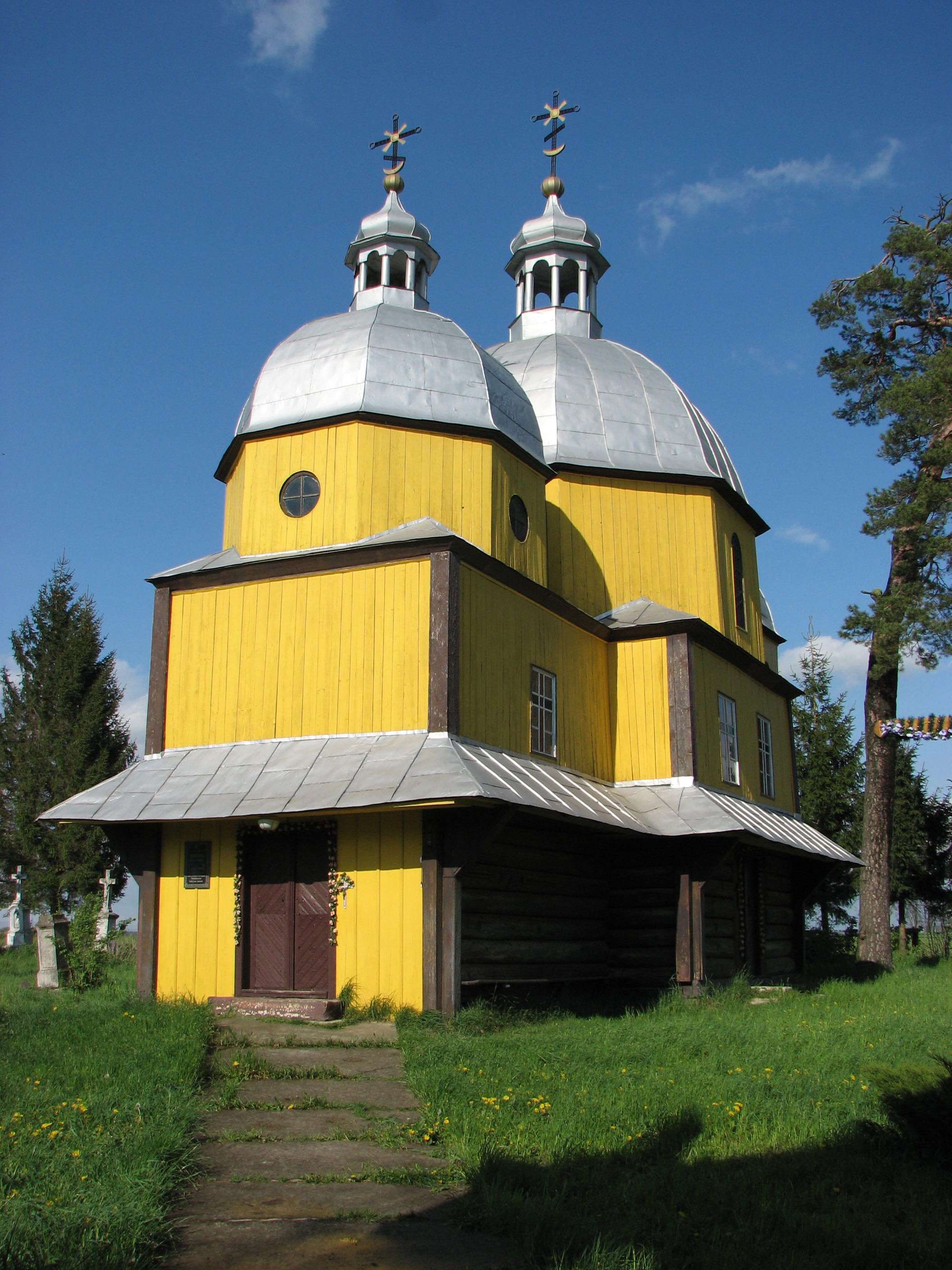
Церква святого Пантелеймона
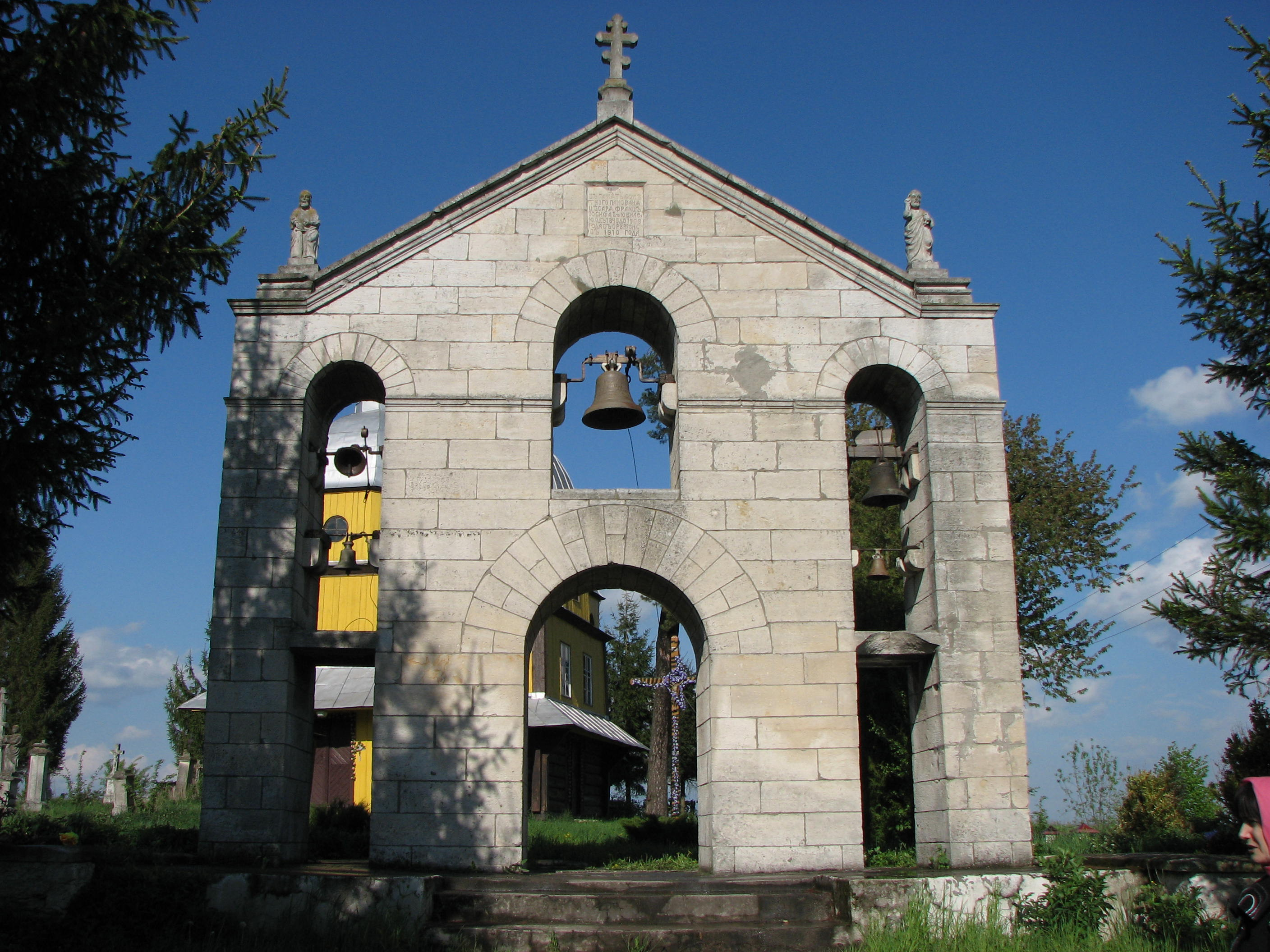
Дзвіниця церкви